# باتيناثار
باتيناثار (التاميلية: பட்டினத்தார், رومنة: Paṭṭiṉattār) هو اسم تم تحديده بشخصين تاميليين مختلفين، أحدهما من القرن العاشر الميلادي والآخر من القرن الرابع عشر الميلادي.